# Río Oquero
Der Río Oquero, alternativ auch Río Qquero, ist ein etwa 55 km langer linker Nebenfluss des Río Apurímac in der Provinz Espinar der Region Cusco in Südzentral-Peru.

## Flusslauf
Der Río Oquero entspringt in einem Höhenkamm am Südwestrand des peruanischen Andenhochlandes. Das Quellgebiet befindet sich auf einer Höhe von etwa 4700 m im äußersten Westen des Distrikts Coporaque. Der Río Oquero durchquert den Distrikt in östlicher Richtung. Bei Flusskilometer 12 trifft der Río Huayllumayo von Norden kommend auf den Fluss. Dieser setzt seinen Kurs fort und mündet schließlich auf einer Höhe von etwa 3864 m in den Oberlauf des Río Apurímac. Auf den unteren 10 Kilometern fließt der Río Oquero in einem breiten Kiesbett.

## Einzugsgebiet
Der Río Oquero entwässert ein 941 km² großes Areal. Das Einzugsgebiet grenzt im Süden an das des Río Sañu, im Westen und im Nordwesten an das des Río Velille sowie im Nordosten an das des Río Taccacca. Das Einzugsgebiet des Río Oquero oberhalb von Flusskilometer 30 bildet den nordwestlichen Teil des regionalen Schutzgebietes Tres Cañones.